# Гришин, Александр Николаевич (хоккеист, 1973)
Александр Николаевич Гришин (род. 12 января 1973) — российский хоккеист, нападающий.

## Биография
Воспитанник череповецкого «Металлурга». Начинал играть в фарм-клубе петербургского СКА «СКА-2» (1991/92 — 1992/93). В сезонах 1993/94 — 1994/95 провёл 10 матчей в МХЛ за «Металлург» / «Северсталь», выступал также за вторую команду. Сезон 1994/95 завершил в команде «Технолог» Ухта. В сезоне 1995/96 играл за «Северсталь-2», после чего завершил профессиональную карьеру.
Выступал за череповецкий любительский клуб «Полный привод» (2001—2004).